# James Stockdale
James Bond Stockdale (Abingdon, 23 dicembre 1923 – Coronado, 5 luglio 2005) è stato un ammiraglio statunitense, insignito della Medal of Honor per il suo servizio come aviatore nella guerra del Vietnam.

## Biografia
Pilota della United States Naval Aviation, nel 1965 l'allora comandante Stockdale guidava il Carrier Air Wing Sixteen a bordo della portaerei USS Oriskany, dispiegata nel golfo del Tonchino per condurre incursioni aeree sopra il Vietnam del Nord. Il 9 settembre 1965 l'aereo da attacco al suolo Douglas A-4 Skyhawk di Stockdale fu colpito dal fuoco nemico sopra il territorio nordvietnamita: il pilota, lanciatosi con il paracadute, fu subito preso prigioniero.
Stockdale fu trasferito nella prigione di Hoa Lo vicino a Hanoi, dove rimase in detenzione per i successivi sette anni e mezzo. Stockdale fu ripetutamente torturato e sottoposto a trattamenti degradanti da parte dei suoi carcerieri, ma ciononostante si pose alla guida dei prigionieri statunitensi detenuti a Hoa Lo e coordinò la loro resistenza: creò e applicò un codice di condotta per tutti i prigionieri che subivano torture, comprensivo di un sistema di comunicazioni segrete e di un elenco dei comportamenti da tenere.
Rilasciato dai nordvietnamiti il 12 febbraio 1973 nell'ambito dell'operazione Homecoming, Stockdale fu insignito della Medal of Honor, massima onorificenza statunitense, il 4 marzo 1976 per la sua condotta a Hoa Lo; si ritirò poi dal servizio nel 1979 dopo aver raggiunto il grado di viceammiraglio. In seguito insegnò presso l'Università di Stanford e pubblicò diversi libri; alle elezioni presidenziali negli Stati Uniti d'America del 1992 fu candidato alla vicepresidenza come indipendente in coppia con il candidato alla presidenza Ross Perot, ma non venne eletto. Affetto dalla malattia di Alzheimer, Stockdale morì il 5 luglio 2005 ed è sepolto nel cimitero della United States Naval Academy di Annapolis.

## Il Paradosso di Stockdale
In un libro di management di James C. Collins intitolato Good to Great (Bravi ad eccellere), Collins riporta una conversazione che ebbe con Stockdale riguardo alla strategia che adottò durante il suo periodo di prigionia in Vietnam.
Quando Collins chiese chi non ce la fece a sopravvivere alla prigionia, Stockdale rispose:
Stockdale, quindi, aggiunse:
Nel testimoniare questa filosofia della dualità, Collins la descrisse come il "Paradosso di Stockdale".
Anche il popolare guru spirituale Eckhart Tolle discusse del tempo trascorso da Stockdale come prigioniero di guerra, osservando che durante il suo imprigionamento il militare aveva nascosto un piccolo libro degli insegnamenti dello stoico Epitteto che, egli disse, gli aveva permesso di sopravvivere alla tortura e alla detenzione.